# Khaosai Galaxy

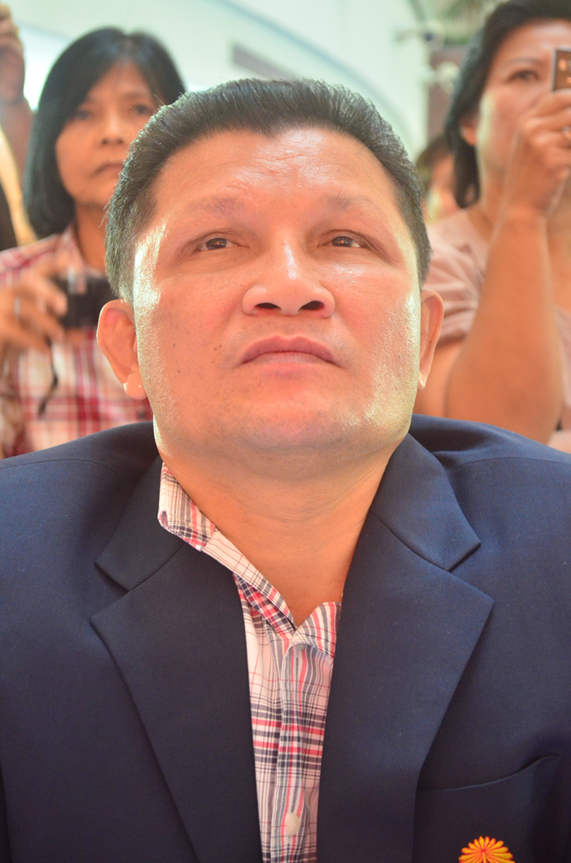
Khaosai Galaxy

Khaosai Galaxy, eg Sura Saenkham, född 1959 i Thailand, boxare.
Galaxy var världsmästare i lätt bantamvikt under drygt sju år 1984-1991. Han anses vara Thailands främste boxare någonsin och i början av 1990-talet ansågs han vara en av världens bästa boxare oavsett viktklass. 
Galaxy erövrade WBA-s VM-titel i lätt bantamvikt genom att knockout-besegra Eusebio Espinal. Han försvarade WBA-titeln hela 19 gånger, varav 16 gånger på knockout, innan han avsade sig titeln och drog sig tillbaka i december 1991. Trots spekulationer om comeback blev det aldrig någon mer match. Under sin magnifika karriär vann Khaosai Galaxy 50 matcher, varav 43 på knockout, och förlorade bara en match.
Noterbart är att han även har en tvillingbror, Kaokor Galaxy, som också varit världsmästare. Det är det enda tvillingparet som lyckats med den bedriften.